# Rhodon (dopływ Loary)
Rhodon – rzeka we Francji, przepływająca przez teren departamentu Loara, o długości 12,8 km. Stanowi prawy dopływ rzeki Loary.